# Реколонь (Верхняя Сона)
Реколо́нь (фр. Recologne) — коммуна во Франции, находится в регионе Франш-Конте. Департамент — Верхняя Сона. Входит в состав кантона Дампьер-сюр-Салон. Округ коммуны — Везуль.
Код INSEE коммуны — 70440.

## География
Коммуна расположена приблизительно в 300 км к юго-востоку от Парижа, в 45 км северо-западнее Безансона, в 29 км к западу от Везуля.
По территории коммуны протекает река Сона и её правый приток — река Гуржона.

## Население
Население коммуны на 2010 год составляло 46 человек.
| 1962 | 1968 | 1975 | 1982 | 1990 | 1999 | 2010 |
| ---- | ---- | ---- | ---- | ---- | ---- | ---- |
| 20   | 26   | 24   | 23   | 29   | 15   | 46   |

## Экономика
В 2010 году среди 34 человек трудоспособного возраста (15—64 лет) 23 были экономически активными, 11 — неактивными (показатель активности — 67,6 %, в 1999 году было 100,0 %). Из 23 активных жителей работал 21 человек (14 мужчин и 7 женщин), безработными было 2 (2 мужчин и 0 женщин). Среди 11 неактивных 1 человек был учеником или студентом, 3 — пенсионерами, 7 были неактивными по другим причинам.